# 雷特内格
雷特内格是奥地利施蒂利亚州魏茨县的一个市镇。总面积78.87平方公里，总人口772人，人口密度9.8人/平方公里（2005年）。